# Croton flavescens
Espèce
Croton flavescens est une espèce de plantes à fleurs du genre Croton et de la famille des Euphorbiaceae, présente au Mexique.
Il a pour synonymes :
- Croton flavescens var. brandegeeanus Croizat
- Croton morifolius var. brandegeeanus (Croizat) G.L.Webster